# Felisa Piédrola
Felisa Piédrola  (13 de mayo de 1916, Punta Alta, provincia de Buenos Aires - Punta Alta, 16 de marzo de 2000) fue una tenista argentina que se mantuvo durante seis años como la número uno de su país.

## Biografía
Había empezado su carrera deportiva como esgrimista, pero una herida con florete en que la hoja se le incrustó en la axila derecha y casi le llega al pulmón, la hizo cambiar de deporte. Se convertiría luego en una de las tenistas más destacadas de la historia argentina. Tuvo una gran rivalidad, que se extendió durante una década, con Mary Terán de Weiss. Fue una multideportista y practicaba, además de esgrima, anillos, paralelos, trapecio, así como también natación, yachting y pelota paleta.
Este perfil le venía de su infancia, ya que practicaba distintos deportes y ejercicios en la Base Naval de Puerto Belgrano, donde su padre era encargado del cuerpo de oficiales. Llegó al Buenos Aires Lawn Tennis Club en 1936, y destacó desde el inicio por su gran capacidad técnica para sacar fuerte, volear, ejecutar drops y definir rápido los tantos, sobre todo jugando dobles.
Ganó en seis oportunidades el Campeonato de la República (1938, 1939, 1942, 1943, 1944 y 1950) y en cuatro de las finales venció a su eterna rival Mary Terán de Weiss. Obtuvo también en seis oportunidades el Campeonato del Río de la Plata y, en tres ocasiones, fue campeona argentina.
En los Juegos Panamericanos de 1951, los primeros de la historia, perdió la final individual femenina con su rival Mary Terán de Weiss, pero formó pareja con ella en los dobles femeninos y consiguieron el oro tras vencer a la pareja mexicana.
Algunos especialistas opinan que no consiguió la proyección internacional de Mary Terán de Weiss debido a que compitió en Sudamérica en vez de hacerlo en otras partes del mundo.
Se casó con el también destacado tenista amateur Augusto Zappa, con quien jugaba en dobles mixtos. Falleció a los 83 años, en marzo de 2000, y sus restos fueron inhumados en el cementerio de Punta Alta.